# Gripeberg
Gripeberg är en fornborg i Notteryd i Gårdsby socken i Växjö kommun i Småland. Fornlämningen, som är omkring 200 x 90 meter stor (N – S), är belägen på höjden av en långsträckt urbergsdrumlin med branta stup längs den västra, nordöstra och östra sidan. Nedanför höjden finns sjöar och våtmarker. Anläggningen avgränsas av tydliga murar i norr och söder och en mer sporadisk mur i väster. Utöver de synliga murarna finns även en storskalig konstruktion av sammanhängande, små, låga stenpackningar belägna under mark. Anläggningen verkar enligt arkeologiska undersökningar vara uppförd huvudsakligen under bronsåldern, inom perioden 1630 – 410 f. Kr. Tidigare forskning bedömde utifrån rådande traditioner och kunskapssituation, konsekvent alla fornborgar till yngre järnåldern och de tolkades som tillflykts- eller försvarsanläggningar. Gripeberg har istället tolkats som en vallanläggning som brukats i en kontext av kultiska, religiösa eller rituella händelser. Delar av anläggningen kan även ha återbrukats i historisk tid. Trakten kring Växjö och centralbygden i Värend har varit kontinuerligt bebodd sedan slutet av stenåldern och regionen är mycket fornlämningsrik. Inom en radie på 2 km runt fornborgen finns det dock inga kända lämningar. Möjligen representerade Gripeberg en gemensam punkt mellan olika bebyggelseenheter under bronsåldern.

## Närområdet
Utöver Gripeberg finns ytterligare en fornborg registrerad i Kronbergs län. Det är Vägghall på Sirkön i Åsnen inom nuvarande Tingsryds kommun. Utöver dessa finns det vaga uppgifter om ytterligare två fornborgar varav den ena skall vara belägen i Allatorp, Tävelsås socken och den andra i Attsjö, Furuby socken. Ingen av dessa har dock återfunnits i samband med Riksantikvarieämbetets fornminnesinventering. 